# 南沢又
南沢又（みなみさわまた）は、福島県福島市の大字である。郵便番号は960-8251。

## 地理
福島市中部、中心市街地北側に隣接する清水地区に属し、地区中央部に位置する。北で大笹生、笹谷、北沢又と、東で泉、森合と、南東で野田町と、南で八島田と、西で笹木野とそれぞれ隣接する。町村制施行以前の南沢又村の流れを汲む地域である。松川右岸部、および上松川駅周辺の左岸部に広がる平地であり、果樹園や田畑が広がっていたが、国道13号福島西道路の開通と、それに伴う周辺の区画整理により住宅地、商業地としても発展している。上町に所在する 福島警察署及び泉に所在する福島消防署清水分署がそれぞれ管轄にあたる。

### 河川
- 松川

### 主な字
- 石橋
- 大坪
- 庚壇
- 上河原
- 上並松
- 上野原
- 上原
- 上番匠田
- 上琵琶渕
- 河原前
- 北上原
- 北川原
- 北屋敷
- 熊の辻
- 玄場町
- 小堰
- 桜内
- 清水端
- 下台
- 下並松
- 下番匠田
- 下琵琶渕
- 松北町1丁目～3丁目
- 助言橋
- 水門下
- 高木
- 舘ノ内
- 東谷地
- 中條
- 中琵琶渕
- 中道南
- 西原
- 西原前
- 畑田
- 原町越
- 古舘
- 本田
- 前田
- 曲堀東
- 的場
- 道合
- 道南
- 南玄場
- 南舘
- 明神北
- 柳清水
- 四辻

## 歴史
- 1889年（明治22年）4月1日 - 町村制の施行により信夫郡清水村が発足。旧南沢又村域は清水村の大字となる。
- 1947年（昭和22年）3月10日 - 清水村が福島市に編入され、福島市南沢又となる。
- 2004年（平成16年）10月16日 - 福島西地区土地区画整理事業換地処分完了による字境界、地番の変更が行われ、字下琵琶渕の一部が野田町へ編入された。

## 世帯数と人口
2022年（令和4年）3月31日現在の世帯数と人口は以下の通りである。
| 大字   | 世帯数   | 人口   |
| ------ | -------- | ------ |
| 南沢又 | 3892世帯 | 8453人 |

## 小・中学校の学区
市立小・中学校に通う場合、学区は以下の通りとなる。
| 番地         | 小学校               | 中学校             |
| ------------ | -------------------- | ------------------ |
| 松川より南側 | 福島市立清水小学校   | 福島市立清水中学校 |
| 上記を除く   | 福島市立北沢又小学校 | 福島市立信陵中学校 |

## 交通

### 鉄道
- 福島交通飯坂線
  - 上松川駅
  - 松川橋梁

### 道路
- 東北自動車道
  - 松川橋
- 国道13号福島西道路
- 福島県道3号福島飯坂線
  - 上松川橋
- 福島県道312号折戸笹谷線
- 福島市道18号松北町折戸線
- 福島市道21号北沢又丸子線
- 福島市道22号泉萱場線
- 福島市道23号仁井田笹谷線
  - 新松川橋（松川）
- 福島市道52号成出西南舘線
  - 阿保原橋

### バス
福島交通路線バス
- （福島駅方面） - 熊の辻 - 玄場 - 道合 - 刑務所前 - （荒古屋方面）
  - 南沢又経由北沢又
  - 北沢又経由十六沼公園
  - 蓬莱小経由荒古屋・医大
- （福島駅方面） - 上松川 - （中野・大笹生方面）
  - 中野
  - 蓬莱小経由大笹生・医大
- （福島駅方面） - ヨークベニマル福島西店
  - 森合団地線

## 施設
- 福島刑務所
  - 福島刑務支所
  - 福島少年鑑別所
- 福島市清水学習センター分館
- 福島市立清水中学校
- 福島市立清水小学校
- 福島市立清水幼稚園
- 上松川公園
- 清水病院
- 真言宗久盛院
- 曹洞宗光徳寺
- ダイユーエイト 福島西店
- しまむら 八島田店
- マツモトキヨシ 福島西店